# Landau (családnév)
A Landau német, illetve jiddis eredetű, több más nyelvben  is használatos családnév, többek közt az alábbi személyeké:
- Landau Alajos (1833–1884) főreáliskolai rajztanár, oktatáspolitikus, fotográfus
- Ergy Landau (eredeti nevén Landau Erzsébet, 1896–1967) magyar származású francia fotográfus
- Landau Lénárd (Landau Lénárt, Leonard Landau; 1790–1868) grafikus, festőművész, rajzpedagógus
- Landau Leó Rafael (1797–1882) tudós, bankár, filozófiai író és magánzó Budapesten
- Lev Davidovics Landau (1908–1968) Nobel-díjas szovjet elméleti fizikus
- Martin Landau (1928–2017) Oscar-díjas és többszörös Golden Globe-díjas amerikai színész, producer